# 中国人民武装警察部队湖南省总队
中国人民武装警察部队湖南省总队，简称武警湖南省总队，是中国人民武装警察部队的省级总队，是隶属于武警总部的副军级单位。其主要执行治安維持、民防警卫、处突维稳等任务。

## 历史
1966年6月，中国人民公安部队湖南省总队改编为中国人民解放军的警卫师，隶属于军队建制。1983年2月，该部改称“中国人民武装警察部队湖南省总队”，为正师级单位，隶属于武警总部和湖南省公安厅建制。1995年，国务院、中央军委发出《国务院、中央军委关于调整中国人民武装警察部队领导管理体制的决定》，升级为副军级。2017年，根据《全国人大常委会关于中国人民武装警察部队改革期间暂时调整适用相关法律规定的决定》，武警湖南省总队不再接受武警总部、湖南省人民政府双重领导，改为直接受武警总部领导。